# Freude am Fliegen
Freude am Fliegen, später auch Silvia im Reich der Wollust, ist ein deutscher Film von Franz Josef Gottlieb. Die Erstaufführung war am 9. September 1977. Die Hauptrolle spielt der aus zahlreichen Italo-Western bekannte Gianni Garko.

## Handlung
Die junge Frau Silvia wird von ihrem Ehemann Kurt vernachlässigt. Während einer Zugfahrt liest sie das Buch „Freude an Fliegen“ von „Betty Miller“ – eine Anspielung auf den Bestseller „Angst vorm Fliegen“ von Erica Jong. Sie träumt davon wie sie ein Paar dabei beobachtet, wie es seine Beziehung zügellos auslebt. Kurz darauf trifft sie auf den Mann ihrer Träume, den erfolgreichen Geschäftsmann Jörg, und beginnt mit ihm eine Affäre. Allerdings muss sie sich seine Aufmerksamkeit mit anderen Frauen teilen. Die weitere Geschichte führt sie von München nach Salzburg und schließlich nach Monte-Carlo, wo der virile Jörg sich Geschäftsanteile durch den Beischlaf – jeweils 3 % – mit der exotischen Schönheit Caballé ergattert. Das ist zu viel der Freizügigkeit für Silvia, die umgehend aus Monte Carlo abfliegt.
Silvia und Jörg treffen schließlich in Salzburg wieder aufeinander, wo die patente Schönheit in der Zwischenzeit ihre Flugangst durch Flugstunden erfolgreich überwunden hat.

## Kritik
„Aufdringliche Produktwerbung für Erica Jongs Roman ‚Angst vorm Fliegen‘.“

„In diesem unfreiwillig komischen Jausen-Porno schänden sie auch Erica Jong und ihren fantastischen Roman“

## Anmerkung
Die Hauptdarstellerin, das Schweizer Fotomodell Corinne Brodbeck, trat unter ihrem Künstlernamen Corinne Cartier auf.
Als DVD erschien der Film dann unter dem Namen Silvia – Im Reich der Wollust. Die internationalen Filmtitel lauten unter anderem Erotic Ways, Sex at 7000 Feet, Mujeres de Frio y Fuego („Frauen von Kälte und Feuer“), La joie d'être libre („Die Freude des Freiseins“), C'est à vous tout ça („Gehört das alles Ihnen“) und Zachte Landing A.U.B. („Sanfte Landung bitte“).